# Szele Tibor
Szele Tibor (Debrecen, 1918. június 21. – Szeged, 1955. április 5.) Kossuth-díjas matematikus, egyetemi tanár.

## Élete
Szele Miklós tanár és Dicsőfi Gizella fia. 1934-ben elnyerte a Középiskolai Matematikai és Fizikai Lapok (KöMaL) első díját, majd érettségiző korában, 1936-ban az Eötvös-verseny első díját. 1941-ben a debreceni egyetemen matematika-fizika szakos tanári oklevelet szerzett és a Szegedi Tudományegyetem elméleti fizikai intézetében lett tanársegéd, itt is elsősorban matematikai problémákkal foglalkozott. 1942-ben a gráfelmélet témaköréből elkészítette doktori értekezését, de hosszú katonai szolgálata miatt doktorrá avatására csak 1946-ban kerülhetett sor. 1946-tól a szegedi Bolyai Intézetben Rédei László munkatársa, Kalmár László tanársegédje. 1948-tól a Debreceni Egyetem magántanára, 1950-ben megbízott tanszékvezető, 1952-ben egyetemi tanár.

## Munkássága
Munkásságának fő területe az absztrakt algebra és ezen belül elsősorban az Abel-csoportok elmélete és a gyűrűelmélet volt. Munkássága nagy hatással volt a hazai algebrai kutatások fellendítésére.

## Díjai
- Kossuth-díj (1952)

## Művei
- Kombinatorikai vizsgálatok az irányított teljes gráffal kapcsolatban (1943)
- Ein Analogen der Körpertheorie für Abelsche Gruppen (1950)
- On ordered skew fields (1952)
- Bevezetés az algebrába (Budapest, 1953)
- On the basic subgroups of Abelian p-groups (1954)
- Nilpotent Artinian rings (Debrecen, 1955)
- On Artinian rings (Szeged, 1956)

## Emlékezete
Róla nevezték el a Szele Tibor-emlékérmet, ami a Bolyai János Matematikai Társulat által minden évben kiosztott legmagasabb szintű díj.